# Plantago varia
Espèce
Classification phylogénétique
Plantago varia est une plante vivace de la famille des Plantaginaceae. Ce plantain pousse dans l'est de l'Australie